# Liste der portugiesischen Abgeordneten zum EU-Parlament (1994–1999)
Die Liste der portugiesischen Abgeordneten zum EU-Parlament (1994–1999) listet alle portugiesischen Mitglieder des 4. Europäischen Parlaments nach der Europawahl in Portugal 1994.

## Mandatsstärke der Parteien zum Ende der Wahlperiode
- GUE: 3
- SPE: 10
- ELDR: 8
- EVP: 1
- EDA: 3

- GUE: 3
- SPE: 10
- EVP: 9
- UfE: 3

| Nationale Partei                                          | Mandate              | Fraktion |
| --------------------------------------------------------- | -------------------- | --- |
| Partido Socialista (PS)                                   | 10                   | Fraktion der Sozialdemokratischen Partei Europas (SPE) |
| Partido Social Democrata (PSD)                            | 08                   | Fraktion der Europäischen Liberalen, Demokratischen und Reformpartei (ELDR)                                                                                         |
| Partido Social Democrata (PSD)                            | 0 (ab 6. Nov. 1996)  | Fraktion der Europäischen Liberalen, Demokratischen und Reformpartei (ELDR)                                                                                         |
| Partido Social Democrata (PSD)                            | 01                   | Fraktion der Europäischen Volkspartei (EVP) |
| Partido Social Democrata (PSD)                            | 09 (ab 6. Nov. 1996) | Fraktion der Europäischen Volkspartei (EVP) |
| Centro Democrático e Social – 000Partido Popular (CDS-PP) | 03                   | Fraktion der Sammlungsbewegung der Europäischen Demokraten (EDA)Union für Europa (UfE)*                                                                             |
| Partido Comunista Português (PCP)                         | 03                   | Konföderale Fraktion der Vereinten Europäischen Linken (GUE)Konföderale Fraktion der Vereinten Europäischen Linken/ 000Nordischen Grünen Linken (GUE/NGL) (ab 1995) |
| SUMME                                                     | 25                   | |

* Am 5. Juli 1995 schlossen sich die EDA-Fraktion und FE-Fraktion zur Fraktion Union für Europa (UfE) zusammen

## Abgeordnete
| Bild | Name                         | geb. | MdEP seit     | Partei | Fraktion | Kommentar |
| ---- | ---------------------------- | ---- | ------------- | ------ | -------- | --- |
|      | José Apolinário              | 1962 | 25. Jan. 1993 | PS     | SPE      | am 2. Oktober 1998 ausgeschieden, Nachrücker: Elisa Maria Damião                                                   |
|      | José Barros Moura            | 1944 | 1. Jan. 1986  | PS     | SPE      | |
|      | Carlos Candal                | 1938 | 17. Okt. 1995 | PS     | SPE      | am 17. Oktober 1995 nachgerückt für João Soares                                                                    |
|      | António Capucho              | 1945 | 1. Sep. 2000  | PSD    | ELDR EVP | Fraktionswechsel am 6. November 1996; am 14. September 1998 ausgeschieden, Nachrücker: Carlos Coelho               |
|      | Celeste Cardona              | 1951 | 18. Jan. 1997 | CDS-PP | UfE      | am 18. Januar 1997 nachgerückt für Rui Vieira                                                                      |
|      | Carlos Cardoso Lage          | 1943 | 19. Juli 1994 | PS     | SPE      | |
|      | Carlos Coelho                | 1960 | 15. Sep. 1998 | PSD    | ELDR EVP | am 15. September 1998 für António Capucho nachgerückt                                                              |
|      | Quinídio Correia             | 1951 | 30. Okt. 1995 | PS     | SPE      | am 30. Oktober 1995 für António Vitorino nachgerückt                                                               |
|      | Carlos da Costa Neves        | 1954 | 19. Juli 1994 | PSD    | ELDR EVP | Fraktionswechsel am 6. November 1996                                                                               |
|      | Arlindo Cunha                | 1950 | 19. Juli 1994 | PSD    | ELDR EVP | Fraktionswechsel am 6. November 1996                                                                               |
|      | Elisa Maria Damião           | 1946 | 3. Okt. 1998  | PS     | SPE      | am 3. Oktober 1998 für José Apolinário nachgerückt                                                                 |
|      | José Girão Pereira           | 1938 | 19. Juli 1997 | CDS-PP | EDAUfE   | |
|      | Luís Marinho                 | 1949 | 14. Sep. 1987 | PS     | SPE      | |
|      | Eurico de Melo               | 1925 | 19. Juli 1994 | PSD    | ELDR EVP | Fraktionswechsel am 6. November 1996                                                                               |
|      | José Mendes Bota             | 1955 | 8. Juni 1998  | PSD    | EVP      | am 8. Juni 1998 für Francisco Lucas Pires nachgerückt                                                              |
|      | Nélio Mendonça               | 1930 | 19. Juli 1994 | PSD    | ELDR EVP | Fraktionswechsel am 6. November 1996; am 1. Juli 1999 ausgeschieden, kein Nachrücker                               |
|      | Joaquim Miranda              | 1950 | 1. Jan. 1986  | PCP    | GUE/NGL  | |
|      | Fernando Moniz               | 1953 | 19. Juli 1994 | PS     | SPE      | |
|      | Manuel Monteiro              | 1962 | 19. Juli 1994 | CDS-PP | EDAUfE   | am 19. Oktober 1995 ausgeschieden, Nachrücker: Rui Vieira                                                          |
|      | Honório Novo                 | 1950 | 28. Sep. 1994 | PCP    | GUE/NGL  | am 28. September 1994 für Luís Sá nachgerückt                                                                      |
|      | Carlos Pimenta               | 1955 | 14. Sep. 1987 | PSD    | ELDR EVP | Fraktionswechsel am 6. November 1996                                                                               |
|      | Francisco Lucas Pires        | 1944 | 1. Jan. 1986  | PSD    | ELDR EVP | Fraktionswechsel am 29. Juli 1994; am 22. Mai 1998 verstorben, Nachrücker: José Mendes Bota                        |
|      | Manuel Porto                 | 1943 | 25. Juli 1989 | PSD    | ELDR EVP | Fraktionswechsel am 6. November 1996                                                                               |
|      | Sérgio Ribeiro               | 1935 | 22. Okt. 1990 | PCP    | GUE/NGL  | |
|      | António Campos               | 1938 | 19. Juli 1994 | PS     | SPE      | |
|      | Raúl Miguel Rosado Fernandes | 1953 | 19. Juli 1994 | CDS-PP | EDAUfE   | |
|      | Luís Sá                      | 1952 | 19. Juli 1994 | PCP    | GUE      | am 26. September 1994 ausgeschieden; Nachrücker: Honório Novo                                                      |
|      | João Soares                  | 1949 | 19. Juli 1994 | PS     | SPE      | am 15. Oktober 1995 ausgeschieden; Nachrücker: Carlos Candal                                                       |
|      | José Manuel Torres Couto     | 1947 | 25. Juli 1989 | PS     | SPE      | |
|      | Helena Torres Marques        | 1941 | 19. Juli 1994 | PS     | SPE      | |
|      | Helena M. Vaz da Silva       | 1939 | 19. Juli 1994 | PSD    | ELDR EVP | Fraktionswechsel am 6. November 1996                                                                               |
|      | Rui Vieira                   | 1926 | 31. Okt. 1995 | CDS-PP | EDAUfE   | am 31. Oktober 1995 für Manuel Monteiro nachgerückt; am 17. Januar 1997 ausgeschieden, Nachrücker: Celeste Cardona |
|      | António Vitorino             | 1957 | 19. Juli 1994 | PS     | SPE      | am 28. Oktober 1995 ausgeschieden, Nachrücker: Quinídio Correia                                                    |